# Wabasha
 (décembre 2024).
Si vous disposez d'ouvrages ou d'articles de référence ou si vous connaissez des sites web de qualité traitant du thème abordé ici, merci de compléter l'article en donnant les références utiles à sa vérifiabilité et en les liant à la section « Notes et références ».
La ville de Wabasha est le siège du comté de Wabasha, dans l’État du Minnesota, aux États-Unis. Selon le recensement de 2020, sa population était de 2.559 habitants. Située le long du fleuve Mississippi, près de sa confluence avec la rivière Zumbro, Wabasha est connue pour son emplacement pittoresque et son importance historique.

## Nom
Wabasha tire son nom des chefs Dakota de Mdewakanton, Wapi-sha, ou 'feuille rouge' (wáȟpe šá - feuille rouge), dont Wabasha I (1718–1806), Wabasha II (1768–1855) et Wabasha III (±1816–1876). Ce dernier a signé des traités en 1830 et 1851, cédant des terres qui ont finalement conduit au déplacement de sa tribu vers la réserve de Crow Creek dans le territoire du Dakota, puis vers la réserve de Santee dans le Nebraska.

## Géographie
Wabasha s'étend sur 9,25 milles carrés, avec 8,19 milles carrés de terre et 1,06 milles carrés d'eau. Elle est située le long du fleuve Mississippi, au pied du lac Pepin, avec la U.S. Highway 61 et la Minnesota Highway 60 comme principales routes dans la ville.

## Démographie
Selon le recensement de 2020, Wabasha comptait 2.559 habitants, avec une densité de population de 312,42/sqmi. La ville présente une démographie diversifiée, avec 93,0 % de Blancs, 1,4 % de Noirs, 0,4 % d'Asiatiques et 2,6 % de résidents d'origine hispanique ou latino.

## Art et culture
Wabasha abrite le National Eagle Center et l'église épiscopale la plus ancienne du Minnesota, Grace Memorial Episcopal Church, qui présente une fenêtre en verre de Tiffany.

## Personnalités notables
Des personnalités notables associées à Wabasha incluent l'acteur Larry Brandenburg, le membre du Congrès John R. Foley, la journaliste et législatrice Joyce M. Lund, ainsi que le lutteur professionnel Jim "Baron Von" Raschke.

## Dans la culture populaire
Wabasha a acquis une reconnaissance à travers les films Grumpy Old Men (1993) et Grumpier Old Men (1995), tous deux situés dans la ville. Un panneau aux limites de la ville rend hommage à ces films.

## Gouvernement
Wabasha se trouve dans le 1er district congressionnel du Minnesota et est représentée par le républicain Brad Finstad. Emily Durand est actuellement la maire.

## Éducation
Gérée par le Wabasha-Kellogg Independent School District #811, Wabasha-Kellogg est une école K-12. De plus, la St. Felix Catholic School est une école privée proposant un programme de la maternelle à la 6e année.

## Source
- (en) Cet article est partiellement ou en totalité issu de l’article de Wikipédia en anglais intitulé « Wabasha, Minnesota » (voir la liste des auteurs).

1. ↑  (en) « Name Wabasha », sur Geographic Names Information System (consulté le 8 décembre 2024)